# Eudes Ier de Bourgogne
Pour les articles homonymes, voir Eudes de Bourgogne.
Eudes Ier de Bourgogne dit Borel (c'est-à-dire le Roux), né vers 1058, mort le 23 mars 1103, fils d'Henri de Bourgogne et de Sybille de Barcelone, il est prince de sang royal français.

## Biographie

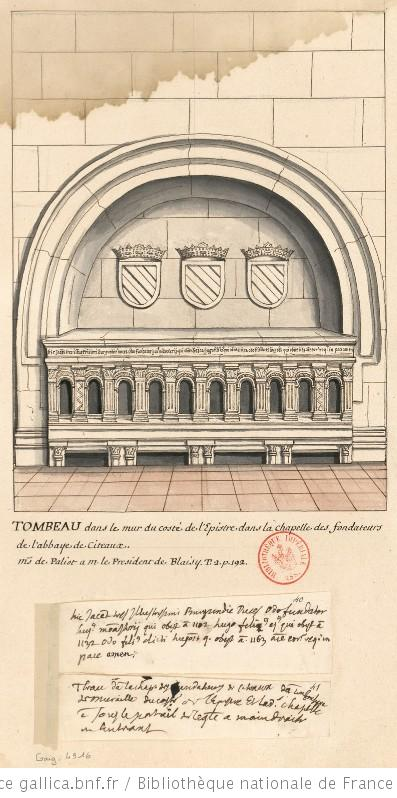
Tombeau de Eudes et de ses deux successeurs à l'abbaye de Cîteaux.

Il succède à son frère Hugues en tant que duc de Bourgogne de 1079 à sa mort. Il a 19 ans.
Il aide le roi de France Philippe Ier dans sa lutte contre Hugues du Puiset en 1078. En 1087, il part combattre les Maures en Espagne et participe à la prise de Tolède. Violent et brutal, les chroniqueurs de son époque le décrivent comme un brigand qui rançonne ceux qui traversent ses états.
Il ne semble pas s'être engagé dans la première croisade.
Il épouse en 1080 Sibylle ou Mathilde dite aussi Mahault de Bourgogne (vers 1065 - † après 1103), fille de Guillaume, surnommé Tête Hardie comte palatin de Bourgogne, de comte de Vienne et de comté de Mâcon. Il a les enfants suivants :
- Hélène dite aussi Alix ou Adèle(v. 1080 † 1141), mariée en premières noces en 1095 à Bertrand de Saint-Gilles († 1112), comte de Toulouse et comte de Tripoli. Elle épouse en secondes noces vers 1115 Guillaume III Talvas, comte d'Alençon et de Ponthieu ;
- Florine de Bourgogne ou Fleurine (v. 1083 † 1097), fiancée ou mariée à Sven le Croisé († 1097), prince danois. Elle fit un voyage en Terre-Sainte et y mourut[4] ;
- Hugues II (v. 1085 † 1143), duc de Bourgogne. Il est l'époux de Mathilde de Turenne ;
- Henri (v. 1087 † 1131), moine à l'abbaye de Citeaux où il est inhumé.

En 1098, il donna des terres pour la fondation de l'Abbaye de Cîteaux. Puis il partit à la tête de 100 000 croisés, rejoint les comtes Étienne II de Blois et Hugues Ier de Vermandois. Il meurt à Tarse en Cilicie le 23 mars 1103. Son corps fut rapporté à l'abbaye de Cîteaux comme il en avait fait la demande avant son départ et il fut d'abord inhumé dans le cimetière des religieux, puis on le transporta dans le tombeau de la chapelle des ducs que l'on voyait en entrant à droite du site. Le tombeau était d'une hauteur de quatre pieds sous une arcade de pierre avec une épitaphe gravée sur la frise du tombeau avec son nom et celui de ses deux successeurs.